# Layla (videogioco)
Layla (レイラ?) è un videogioco d'azione sviluppato da dB-SOFT e pubblicato nel 1986 per Nintendo Entertainment System.
Basato su Kate e Julie, la protagonista Layla è considerata una delle prime eroine nei videogiochi degli anni 1980.